# 아쓰베쓰구
아쓰베쓰구(일본어: 厚別区 아쓰베쓰쿠[*])는 일본 홋카이도 삿포로시의 동쪽에 있는 구이다. 1989년에 시로이시구에서 분구해 탄생했으며 신삿포로 부도심에 포함된다.

## 지리
신삿포로 부도심에는 복합형 상업시설, 구청, 병원, 호텔, JR, 지하철 등이 집약되어 있다. 모미지 단지나 히바리가오카 단지 등 거대한 시영 주택단지가 있다. 근래에는 가미놋포로역 주변의 개발이 현저하다. 아쓰베쓰구는 다른 구에 비해 평균적으로 고도가 높다.

### 기후
겨울에는 삿포로 시가지 중에서는 가장 추위가 심하며, 기상대가 있는 주오구와는 기온이 크게 다르다. 겨울의 냉각이나 적설량 등은 에베쓰시의 기후에 가깝다.

### 인접한 자치체
- 삿포로시
  - 시로이시구, 기요타구
- 에베쓰시
- 기타히로시마시

## 역사
- 1989년 - 시로이시구가 분구되어 아쓰베쓰구가 탄생했다.

## 교육
- 호쿠세이가쿠엔 대학

## 인구
|                    |           |  |
| 1990년（헤세2년）  | 112,623명 |  |
| 1995년（헤세7년）  | 122,738명 |  |
| 2000년（헤세12년） | 127,718명 |  |
| 2005년（헤세17년） | 129,720명 |  |
| 2010년（헤세22년） | 128,492명 |  |
| 2015년（헤세27년） | 127,767명 |  |

|colspan="2" style="text-align:right"|일본 총무성 통계국 국세조사
|-

## 교통

### 철도
- 홋카이도 여객철도
  - 하코다테 본선
  - 지토세선

- 삿포로시 교통국(삿포로 시영 지하철)
  - 도자이선

### 도로
- 도오 자동차도
- 국도 12호선
- 국도 274호선